# リュッチェンス級駆逐艦
リュッチェンス級駆逐艦（ドイツ語: Zerstörer "LÜTJENS"-Klasse）は、西ドイツ海軍および統一ドイツ海軍（ドイツ海軍）のミサイル駆逐艦の艦級。チャールズ・F・アダムズ級ミサイル駆逐艦の準同型艦にあたり、公称艦型は103型（Klasse 103）。建造単価は4,375万4,000ドル。

## 来歴
1965年の時点で、西ドイツ海軍が保有する大型水上戦闘艦は、草創期の供与艦として119型駆逐艦（フレッチャー級）6隻と138型フリゲート（ハント級駆逐艦およびブラックスワン級スループ）7隻、また再軍備後の国産艦として101型駆逐艦（ハンブルク級）4隻、120型フリゲート（ケルン級）6隻であった。
このうち駆逐艦については、1956年に発表された当初計画では12隻の建造が予定されていたものの、旧国防軍時代には護衛艦艇についての経験が乏しかったために、北海あるいはバルト海を活動海域とする大型護衛艦艇の設計思想がなかなか定まらずに基本計画案が二転三転し、結局4隻の建造に留まったという経緯があった。このことから、1963年から1965年にかけて計画された国産第2世代の建艦計画では、駆逐艦の増備に重点がおかれることとなった。
この一環として建造されたのが本級である。アメリカ海軍のチャールズ・F・アダムズ級ミサイル駆逐艦に準じた設計で、当初は6隻を国内建造する予定だったが、後に3隻をアメリカのバス鉄工所で建造することとなり、1964年5月11日に成立したアメリカ合衆国と西ドイツの政府間合意に基づき、1965年4月1日、アメリカ海軍軍艦として発注された。

## 設計
上記の経緯より、基本設計はアダムズ級と同様であり、強いシアをもつ平甲板船型も踏襲された。ただし電子装備と煙突の排気の干渉を避けるため、煙突にマック構造を採用し、後方側面に排気するようになっている。またこの他にも、各部がドイツ海軍の仕様で建造された。
機関は、おおむねアダムズ級の構成が踏襲された。ボイラーとしては、コンバッション・エンジニアリング製のD-V2M高圧水管ボイラーが搭載されており、蒸気性状は圧力1,200 lbf/in2 (84 kgf/cm2)、温度500℃とされた。また1970年代にはボイラーの燃料を軽油に変更する改修が行われた。

## 装備

### C4ISR
本級の特長のひとつがSATIR-I戦術情報処理装置の搭載およびリンク 11への対応である。これはアメリカの海軍戦術情報システム（NTDS）およびフランスのSENITを参考としており、プログラムは、サンディエゴの米海軍プログラミングセンターにおいて、ドイツ海軍士官によって作成された。電子計算機としてはAN/USQ-20B 1基を使用していたが、後にAN/UYK-7 1基に更新された。レーダー情報の入力は手動で、電波探知装置や水中攻撃指揮装置との連接にも対応していなかったが、後者は後の改修で対応した。なお、これは駆逐艦にNTDSに準じた戦術情報処理装置を搭載した初の例であり、アメリカ海軍もこれに触発され、後にアダムズ級向けとしてJPTDSを開発した。
その他の電子装備はアダムズ級後期型に準じた構成となった。3次元レーダーはAN/SPS-52、対空捜索レーダーはAN/SPS-40、対水上捜索レーダーはAN/SPS-10F、電波探知装置はAN/WLR-6であった。またソナーはAN/SQS-23が搭載された。その後、1980年代中盤に行われた103B型改修の際に、対水上捜索レーダーはAN/SPS-67(V)1、電波探知装置はFL-1800S、またソナーもDSQS-21Bに更新された。

### 武器システム
ターター・システムはアダムズ級後期型に準じた構成となった。ミサイル発射機は単装のMk.13 GMLSで、後部01甲板に設置された。艦対空ミサイルとしては、当初はターターが採用されていたが、1981年から1982年にかけての改修で、SM-1MRに更新されたほか、ハープーン艦対艦ミサイルの運用にも対応した。またミサイル射撃指揮装置としてはMk.74が搭載されており、当初はアナログだったが、1981年から1982年にかけての改修でデジタル化され、Mk.74 mod.6となった。
艦砲は54口径127mm単装速射砲（Mk.42 5インチ砲）、砲射撃指揮装置（GFCS）はMk.68と、いずれもアダムズ級と同構成とされた。その後、103B型改修の際に、GFCSは完全デジタル式の新型機であるMk.86 mod.8に更新されたが、Mk.86のAN/SPG-60追尾レーダーは、必要に応じて3つめのSAM用イルミネーターとして用いることもできた。CIWSはなかったが、1990年代に近接防御用にRAM近接防空ミサイルが追加装備された。
対潜兵器もアダムズ級と同構成で、アスロック対潜ミサイル用のMk.16 GMLS及び3連装短魚雷発射管を装備する。Mk.16 GMLSのMk.112 8連装発射機は前後煙突間の中部甲板に、魚雷発射管は艦橋脇の両舷に設置された。水中攻撃指揮装置（UBFCS）はMk.114を搭載した。

### 兵装・電装要目
|          | 竣工時                                         | 改修後                        |
| -------- | ---------------------------------------------- | ----------------------------- |
| 兵装     | 54口径127mm単装速射砲×2基                      | 54口径127mm単装速射砲×2基     |
| 兵装     | －                                             | RAM近SAM 21連装発射機×2基     |
| 兵装     | Mk.13 単装ミサイル発射機×1基 (ターター→SM-1MR) |                               |
| 兵装     | アスロックSUM 8連装発射機×1基                  |                               |
| 兵装     | 324mm3連装短魚雷発射管×2基                     |                               |
| レーダー | AN/SPS-52 3次元式                              | AN/SPS-52 3次元式             |
| レーダー | AN/SPS-40 対空捜索用                           |                               |
| レーダー | AN/SPS-10 対水上捜索用                         | AN/SPS-67 対水上捜索用        |
| レーダー | －                                             | KH 14/9 航法用                |
| レーダー | AN/SPG-53 射撃指揮用                           | AN/SPG-60 射撃指揮用          |
| レーダー | AN/SPG-53 射撃指揮用                           | AN/SPQ-9 目標捕捉・射撃指揮用 |
| レーダー | AN/SPG-51 射撃指揮用                           |                               |
| ソナー   | AN/SQS-23L                                     | DSQS-21B                      |
| 電子戦   | AN/WLR-6電波探知装置                           | FL-1800S電波探知装置          |
| 電子戦   | －                                             | Mk.137 6連装デコイ発射機×2基  |

## 同型艦

### 一覧表
| 艦番号 | 艦名                   | 由来                                | 起工           | 進水           | 就役           | 退役            | 備考                                                                          |
| ------ | ---------------------- | ----------------------------------- | -------------- | -------------- | -------------- | --------------- | ----------------------------------------------------------------------------- |
| D185   | リュッチェンス Lütjens | ギュンター・リュッチェンス 海軍中将 | 1966年 3月1日  | 1967年 8月11日 | 1969年 3月22日 | 2003年 12月18日 | 2012年にトルコにおいてスクラップとして解体。                                  |
| D186   | メルダース Mölders     | ヴェルナー・メルダース 空軍大佐     | 1966年 4月12日 | 1967年 4月13日 | 1969年 2月23日 | 2003年 5月28日  | ヴィルヘルムスハーフェンにて博物館艦として展示。                              |
| D187   | ロンメル Rommel        | エルヴィン・ロンメル 陸軍元帥       | 1967年 8月22日 | 1969年 2月1日  | 1970年 5月2日  | 1998年 9月30日  | 退役後は姉妹艦の部品取りに利用。 2004年にトルコにおいてスクラップとして解体。 |

### 運用史
リュッチェンス級駆逐艦は3隻とも、キールを母港とする第1駆逐艦戦隊（1. Zerstörergeschwader）に配備され、ドイツ艦隊の最有力の防空艦として長く活躍した。しかし一方で、本質的に1960年代の技術で建造された艦であるため、射撃指揮システムやミサイル発射装置などの性能上、多数の経空脅威への対処能力に限界があった。さらに機関が蒸気タービンであるため、ケルン級や新型のブレーメン級、ブランデンブルク級などのようにガスタービンエンジンを装備した艦艇に比べて急加速が効かず、整備性も低かった。このため、多数目標同時対応を可能とするNAAWSを搭載したザクセン級の就役に伴い、順次に退役を開始した。
第1駆逐艦戦隊は2003年12月に「リュッチェンス」の退役に伴って解隊されたが、その伝統は2000年に新たに編成された第1フリゲート戦隊（1. Fregattengeschwader：ザクセン級3隻で編成）が引き継いだ。2006年1月には第1フリゲート戦隊が解隊されたため、艦艇と伝統は第2フリゲート戦隊（2. Fregattengeschwader：1988年10月1日付で編成）が引き継いでいる。
なおリュッチェンス級は、2017年現在において、ドイツ海軍が装備・運用した最後の駆逐艦であるとともに、ドイツ海軍において蒸気タービン推進機関を装備した最後の艦艇である。